# نظریه بازی
نظریهٔ بازی یا نگرهٔ بازی با استفاده از مدل‌های ریاضی به تحلیل روش‌های همکاری یا رقابت موجودات منطقی و هوشمند می‌پردازد. نگرهٔ بازی، شاخه‌ای از ریاضیات کاربردی است که در علوم اجتماعی و به ویژه در اقتصاد، زیست‌شناسی، مهندسی، علوم سیاسی، روابط بین‌الملل، علوم رایانه، بازاریابی، فلسفه و قمار مورد استفاده قرار می‌گیرد. نگرهٔ بازی در تلاش است تا به‌وسیلهٔ ریاضیات، رفتار را در شرایطِ راهبردی یا در یک بازی که در آن‌ها موفقیتِ فرد در انتخاب کردن، وابسته به انتخاب دیگران می‌باشد، برآورد کند.
نگرهٔ بازی تلاش می‌کند تا رفتار ریاضی حاکم بر یک موقعیت راهبردی (تضارب منافع) را مدل‌سازی کند. این موقعیت، زمانی پدید می‌آید که موفقیتِ یک فرد وابسته به راهبردهایی است که دیگران انتخاب می‌کنند. هدفِ نهاییِ این دانش، یافتنِ راه‌بردِ بهینه برای بازیکنان است.
در ابتدا نگرهٔ بازی معادل با بازی مجموع-صفر بود، که در آن سود (یا زیان) یک شرکت‌کننده، دقیقاً متعادل با زیان‌های (یا سودهای) سایر شرکت کنندگان می‌باشد و بازیکن‌ها چیزی را به دست می‌آورند که بازیکن دیگری آن را از دست داده باشد.
امروزه نگرهٔ بازی یک واژه مادر برای علومی که به تحلیل رفتار منطقی متقابل انسان‌ها، حیوانات و رایانه‌ها می‌پردازند می‌باشد.

## بازی
یک بازی شامل مجموعه‌ای از بازیکنان، مجموعه‌ای از حرکت‌ها یا راه بردها و نتیجهٔ مشخصی برای هر ترکیب از راه بردها می‌باشد. پیروزی در هر بازی تنها تابع شانس نیست بلکه اصول و قوانینِ ویژهٔ خود را دارد و هر بازیکن در طی بازی سعی می‌کند با به‌کارگیری آن اصول، خود را به بُرد نزدیک کند. رقابتِ دو کشور برای دست‌یابی به انرژی هسته‌ای، سازوکار حاکم بر روابط بین دو کشور در حلِ یک مناقشهٔ بین‌المللی، رقابتِ دو شرکتِ تجاری در بازار بورس کالا نمونه‌هایی از بازی‌ها هستند.

## تاریخچه
در سال ۱۹۲۱ یک ریاضی‌دان فرانسوی به نام اِمیل بُرِل برای نخستین بار به مطالعهٔ تعدادی از بازی‌های رایج در قمارخانه‌ها پرداخت و چند مقاله در موردِ آن‌ها نوشت. او در این مقاله‌ها بر قابل پیش‌بینی بودنِ نتایجِ این نوع بازی‌ها از راه‌های منطقی، تأکید کرده بود.
گرچه بُرِل نخستین کسی بود که به‌طور جدی به موضوع بازی‌ها پرداخت اما به دلیلِ آنکه تلاشِ پیگیرانه‌ای برای گسترش و توسعهٔ ایده‌های خود انجام نداد، بسیاری از مورخان ایجاد نگرهٔ بازی را نه به او بلکه به جان فون نویمان ریاضی‌دان مجارستانی نسبت داده‌اند.
آنچه نویمان را به گسترشِ نگرهٔ بازی ترغیب کرد، توجه ویژهٔ او به یک بازی با ورق بود. او دریافته بود که نتیجهٔ این بازی صرفاً با تئوریِ احتمالات تعیین نمی‌شود. او شیوهٔ بلوف زدن در این بازی را فرمول‌بندی کرد. بلوف زدن در بازی به معنای راه کاری برای فریب دادنِ دیگر بازیکنان و پنهان کردنِ اطلاعات از آن‌ها می‌باشد.
در سال ۱۹۴۴ او به همراهِ اسکار مونگسترن که اقتصاددانی اتریشی بود، کتابِ نگره بازی‌ها و رفتار اقتصادی را نوشتند. اگر چه این کتاب صرفاً به منظور کاربردهای اقتصادی نوشته شده بود اما کاربردهای آن در روان‌شناسی، جامعه‌شناسی، سیاست، جنگ، بازی‌های تفریحی و بسیاری زمینه‌های دیگر نیز به زودی آشکار شد.
فون نویمان بر پایهٔ راهبردهای موجود در یک بازی ویژه شبیه شطرنج توانست کُنش‌های میانِ دو کشورِ ایالات متحده و اتحاد جماهیر شوروی را در خلال جنگ سرد با در نظر گرفتن آن‌ها به عنوانِ دو بازیکن در یک بازی مجموع صفر، مدل‌سازی کند.
از آن پس پیشرفتِ این دانش با سرعتِ بیشتری در زمینه‌های مختلف پی گرفته شد و از جمله در دههٔ ۱۹۷۰ به‌طور چشم‌گیری در زیست‌شناسی برای توضیحِ پدیده‌های زیستی به کار گرفته شد.
در سال ۱۹۹۴ جان فوربز نش به همراهِ جان هارسانی و راینهارد سیلتن به خاطر مطالعات خلاقانه خود در زمینهٔ نگرهٔ بازی، برندهٔ جایزه نوبل اقتصاد شدند. در سال‌های پس از آن نیز بسیاری از برندگانِ جایزهٔ نوبل اقتصاد از میانِ متخصصینِ نگرهٔ بازی انتخاب شدند. آخرینِ آنها، ژان تیرول فرانسوی است که در سال ۲۰۱۴ این جایزه را کسب کرد.

## کاربردها
نگره بازی در مطالعهٔ طیف گسترده‌ای از موضوعات کاربرد دارد. از جمله نحوه تعامل تصمیم گیرندگان در محیط رقابتی به شکلی که نتایج تصمیم هر عامل، مؤثر بر نتایج کسب شده سایر عوامل می‌باشد. در واقع ساختار اصلی نگره بازی‌ها در بیشتر تحلیل‌ها شامل ماتریسی چند بعدی است که در هر بعد مجموعه‌ای از گزینه‌ها قرار گرفته‌اند که در آرایه‌های این ماتریس نتایج کسب شده برای عوامل در ازاء ترکیب‌های مختلف از گزینه‌های مورد انتظار است. یکی از اصلی‌ترین شرایط به‌کارگیری این نگره در تحلیل محیط‌های رقابتی، وفاداری عوامل متعامل در رعایت منطق بازی است. در صورتی که این پیش شرط به هر دلیل رعایت نگردد، یا بایستی در انتظار نوزایی ساختار جدید دیگری از منطق تحلیلی بازیگران متعامل بود یا به دلیل عدم پیش‌بینی نتایج بازی یا گزینه‌های مورد انتظار سیستم تصمیم گیرنده به سراغ سایر روش‌های تحلیل در یک چنین محیط‌های تصمیم‌گیری رفت. هر چه قدر توان پیش‌بینی گزینه‌ها و نتایج حاصل از انتخاب آن‌ها بیشتر باشد، عدم قطعیت در این تکنیک کاهش می‌یابد. نوعی از بازی نیز وجود دارد که به دلیل اینکه امکان برآورد احتمال وقوع نتایج در آن‌ها وجود ندارد به بازی‌های ابهام شهرت دارند.

### اقتصاد
این نگره در ابتدا برای درک مجموعهٔ بزرگی از رفتارهای اقتصادی به عنوان مثال نوسانات شاخص سهام در بورسِ اوراق بهادار و اُفت‌وخیزِ بهای کالاها در بازار مصرف‌کنندگان ایجاد شد. تحلیل پدیده‌های گوناگون اقتصادی و تجاری نظیر پیروزی در یک مزایده، معامله، داد و ستد، شرکت در یک مناقصه، از دیگر مواردی است که نگره بازی در آن نقش ایفا می‌کند.

### انرژی
نظریه بازی به عنوان ابزاری علمی و راهگشا برای تحلیل و حل تعارضات بین کشورها در بهره برداری از منابع مشترک نفت و گاز شناخته می‌شود. این تئوری با استفاده از مدل‌های ریاضی رفتار استراتژیک بازیگران منطقه‌ای را در موقعیت‌هایی که منافع آنها با یکدیگر در تضاد است بررسی می کند.

## تعادل نَش
پژوهش‌ها در این زمینه اغلب بر مجموعه‌ای از راه‌بردهای شناخته شده به عنوان تعادل در بازی‌ها استوار است. این راهبردها اصولاً از قواعد عقلانی به نتیجه می‌رسند. مشهورترین تعادل‌ها، تعادل نش است. براساس نگرهٔ تعادل نش، اگر فرض کنیم در هر بازی با راهبرد مختلط، بازیکنان به طریق منطقی و معقول راه‌بردهای خود را انتخاب کنند و به دنبال حداکثر سود در بازی هستند، دست کم یک راهبرد برای به دست آوردن بهترین نتیجه برای هر بازیکن قابل انتخاب است و چنانچه بازیکن راه‌کار دیگری به غیر از آن را انتخاب کند، نتیجهٔ بهتری به دست نخواهد آورد.

### علوم اجتماعی
کاربرد نظریه بازی‌ها در شاخه‌های مختلف علوم مرتبط با اجتماع از جمله سیاست (همانند تحلیل‌های بروس بوئنو د مسکیتا)، جامعه‌شناسی، و حتی روان‌شناسی در حال گسترش است.

### زیست‌شناسی
در زیست‌شناسی نظریه بازی برای درک بسیاری از پدیده‌ها بکار می‌رود. برخلاف تئوری بازی‌ها در اقتصاد، نتیجه در بازی‌های زیست‌شناسی معمولاً از جهت شایستگی آنها برای بقا سنجیده می‌شود. به علاوه تمرکز روی تعادل کمتر است زیرا فرض بر منطقی بودن بازیکنان قرار نمی‌گیرد بلکه نگاه می‌کنند ببینند کدام حالت از نظر انتخاب طبیعی اصلح قرار می‌گیرد. زیست شناسان نظریه بازی تکاملی و راهبرد تکامل پایدار را برای توضیح روابط غیرمنتظره حیوانات بکار برده‌اند. همچنین آن‌ها نوعی از بازی‌ها به نام بازی hawk-dov را برای تحلیل رفتار جنگجویانه و تشکیل قلمرو مستقل مورد استفاده قرار داده‌اند. همچنین در زیست‌شناسی تئوری تکاملی بازی‌ها برای توضیح به‌وجود آمدن مکالمات حیوانات با یکدیگر (ارتباط برقرار کردن) مورد استفاده قرار گرفته است. همچنین بازی جوجه (ترسوها) برای بررسی رفتار تهاجمی و قلمروگرایی حیوانات مورد استفاده قرار می‌گیرد.

### علوم رایانه‌ای
امروزه این نظریه کاربرد فزاینده‌ای در منطق و دانش رایانه دارد. دانشمندان این رشته‌ها از برخی بازی‌ها برای مدل‌سازی محاسبات و نیز به عنوان پایه‌ای نظری برای سامانه‌های چندعاملی استفاده می‌کنند. همچنین دانشمندان علوم کامپیوتر بازی‌ها را برای مدلسازی محاسبات فعل و انفعالی بکار می‌برند. (محاسبات فعل و انفعالی یعنی محاسباتی که در طی آن‌ها با جهان خارج ارتباط برقرار می‌شود. به عنوان مثالی از یک ارتباط ساده میان محاسبه گر و محیط پیرامون می‌توان به پرسیدن یک سؤال مانند درخواست یک ورودی یا جواب دادن به یک سؤال مانند ارسال خروجی، اشاره کرد)
هم چنین این نظریه نقش مهمی در مدل‌سازیِ الگوریتم‌های برخط دارد. (در علوم کامپیوتر الگوریتم آن لاین به الگوریتمی گفته می‌شود که می‌تواند ورودی‌های خود را به‌طور قطعه به قطعه پردازش کند و نیازی به در دسترس بودن تمام ورودی‌ها در ابتدا نیست)
کاربردهای این نظریه تا آن جا پیش رفته است که در توصیف و تحلیلِ بسیاری از رفتارها در فلسفه و اخلاق ظاهر می‌شود.

### علوم سیاسی
کاربرد نظریه بازی در علم سیاست در مسائلی مانند تقسیم عادلانه، اقتصاد سیاسی،انتخاب عمومی، نظریه سیاست مثبت و نظریه انتخاب اجتماعی بکار می‌رود. در هر یک از این موضوعات پژوهشگران مدل‌های نظری بازی را به‌گونه‌ای توسعه داده‌اند که اغلب رای‌دهندگان، موقعیت‌ها، گروه‌های ذی‌نفع و سیاستمداران به عنوان بازیگران تلقی می‌شود.

### فلسفه
نظریه بازی‌ها توسط برخی نویسندگان برای بررسی دلایل فلسفی تعهد بکار رفته است. برخی دیگر با استفاده از آن به بررسی رابطه میان اخلاق و منافع شخصی پرداخته‌اند. عده‌ای دیگر از نظریه بازی‌ها برای توضیح تمایلات غیرمنتظره بشری به اخلاق و رفتارهای متناظر

## اقتصاد عصبی
اینکه چه زمان، چرا و دقیقاً تحت چه شرایطی بزرگسالان به شکل خودخواهانه یا همکاری جویانه عمل خواهند کرد، چگونه به تصمیم عقلانی یا غریزی می‌رسند هنوز موضوع حدس و گمان برای اقتصاددانان است. همکاری با پژوهشگران مغز، آن طور که آنها امید دارند، پاسخ‌های بهتری ارائه می‌دهد. ارنست فهر یکی از پیشتازان در رشتهٔ نوپای اقتصاد عصبی می‌گوید «ما مبنای زیست شناختی رفتار اجتماعی انسان را کشف می‌کنیم.» فرضیه اساسی در اینجا این است که برای درک تصمیم‌گیری انسان، نیاز به درک این نکته است که مغز چگونه به این تصمیمات می‌رسد. در گذشته، این یک جعبه سیاه برای اقتصاددانان بود همان‌طور که ترجیحات فردی جعبه سیاه بود. سه اقتصاددان عصب‌شناسی به نام کالین کامرر، جورج لونشتین و درازن پرلک می‌نویسند: 《 بنیان‌های نظریه اقتصادی چنان ساخته شده‌اند که گویی جزئیات دربارهٔ کارکرد جعبه سیاه مغز شناخته نخواهد شد. 》 گرایش به اعتماد کردن به دیگران نیز مشروط به عوامل زیست شناختی است. یافته اصلی پژوهش‌های اقتصاد عصبی این است که طی فرایندهای تصمیم‌گیری، مناطق متفاوت مغز با یکدیگر رقابت می‌کنند. اگر بخواهیم به بیان ساده بگوییم، بخش مسوول احساسات ما در تضاد و درگیری با بخش حاکم بر منطق است. با این پدیده می‌توان توضیح داد چرا هنگامی که مردم با مسائل بین زمانی مواجه هستند به نتایج متناقضی می‌رسند. اگر به یک فرد پیشنهاد انتخاب بین دریافت ۱۰ دلار امروز یا ۱۱ دلار فردا را بدهیم، احتمال دارد که او ۱۰ دلار را انتخاب کند، اما هنگامی که به همین فرد حق انتخاب بین دریافت ۱۰ دلار یک سال بعد یا ۱۱ دلار یک سال و یک روز بعد را می‌دهیم او به زمان انتظار طولانی‌تر رضایت خواهد داد تا یک دلار اضافی را به دست آورد. یک گروه پژوهشی به سرپرستی کوهن و اقتصاددان دانشگاه هاروارد دیوید لیبسون دریافتند که برای تصمیمات با افق زمانی کوتاه، بخش مغز که غالباً درگیر است سامانه لیمبیک است که فرض می‌شود حاکم بر احساسات و انگیزش است. تصمیمات دخیل در افق زمانی طولانی‌تر، مربوط به حوزه قشر مخ جلویی هستند که معمولاً به عنوان مکان منطق و استدلال ملاحظه می‌شود. این یافته‌ها خیلی سریع راه خود را به درون نظریه اقتصادی باز می‌کنند. برای نمونه، مدلی که اقتصاددانان دانشگاه هاروارد درو فودنبرگ و دیوید لوین منتشر کردند روایتی از رقابت درونی بین دو کنشگر مغز برای تصمیم‌گیری را در نظر می‌گیرد. آنها انسان را به نحوی مدلسازی می‌کنند که دو نوع شخصیت دارد «یک سری خودهای کوتاه مدت رانشی» و «یک خود بلندمدت صبور.» خودهای کوتاه مدت ما منحصراً در ارتباط با حداکثر ساختن زمان‌های خوب از آن لحظه هستند، خودهای بلندمدت به جلوترها فکر می‌کنند به روزهایی که پس از فردا می‌آید. مدل فودنبرگ و لوین یک سری پدیده‌ها را تبیین می‌کنند که اقتصاد سنتی به عنوان رفتار غیرعقلایی محسوب می‌کرد از قبیل مشاهده آدم‌هایی که شرط‌بندی‌های با مبلغ شرط اندک می‌کنند و درجه ای از ریسک گریزی از خود نشان می‌دهند که با توجه به دارایی‌های کلی که آنها در اختیار دارند بی معنا به نظر می‌رسد. یا این واقعیت که مردمی که به‌طور غیرمنتظره به پول نقد می‌رسند برخورد متفاوتی نسبت به خرج کردن آن نشان خواهند داد در مقایسه با حالتی که آنها همان مبلغ را از طریق حساب بانکی خود دریافت می‌کنند. وقتی مناطق متفاوت مغز مسئول تصمیمات مالی با ارقام درشت یا ریز می‌شوند این پدیده آسان‌تر توضیح داده می‌شود. در مدل فودنبرگ و لوین، بخش لذت جویی کوتاه مدت شخصیت فقط مجاز به خرج کردن آن مبلغی است که خود بلندمدت شخص در کیف پولش گذاشته است. تصمیمات مالی بلندمدت تر، در بخش دیگر مغز «سپهر بانکداری» گرفته می‌شود. این‌جا خود بلندمدت صاحب اختیار است. در زندگی روزانه، خود لذت طلب کوتاه مدت، هر هزینه را به بودجه روزانه در دسترس مرتبط می‌سازد، در حالی که کل دارایی‌ها در حساب بانکی (که فرد به آن دسترسی ندارد) اساساً عامل تعیین‌کننده نیست. رفتن به بانک و برداشت از حساب، زمان و هزینه می‌برد. از طرف دیگر، برای انسان اقتصادی، ملاک اساسی همیشه کل دارایی وی خواهد بود. اما کارت‌های اعتباری و خودپرداز بانک‌ها، دورنمای جدیدی برای خود لذت طلب باز می‌کنند. این حوزه‌های جانبی مشکل ساز مدل به خصوص آموزنده هستند. اگر خود لذت طلب دسترسی آنی به سپهر بانکداری پیدا کند، تمام پول حساب جاری را بیرون خواهد کشید و از کارت اعتباری تا جایی که سقف اعتبار اجازه می‌دهد برداشت می‌کند. این پدیده آخر برای مدت زمانی ذهن اقتصاددانان را به خود مشغول کرد. در حالی که نرخ بهره کارت اعتباری بسیار بیشتر از نرخ بهره وام مصرفی است، تعداد زیادی از آمریکایی‌ها مبالغ هنگفتی بدهی کارت اعتباری بالا آوردند به جای اینکه وام بگیرند. برای انسان اقتصادی، این کار معنایی جز هدر دادن پول ندارد. در حالی که برای یک انسان ذهنی درون نگر، این رفتار کاملاً معقولی است: بهره بالاتر به حساب بدهکار شروع کننده که خود لذت طلب است نوشته می‌شود. بودجه روزانه او کم خواهد شد. با این حال اگر خود برنامه‌ریز شروع به تجدید زمان‌بندی بدهی اش کند، به بخش دیگر شخصیت (لذت طلبی) آزادی عمل بیشتری برای انباشت بدهی می‌دهد که او هم به زودی از آن استفاده می‌کند؛ بنابراین کسب و کار کارت اعتباری از این پدیده سود عالی به جیب می‌زند که بر اساس تئوری اقتصاد سنتی حتی نباید وجود داشته باشد.

## تعریف‌های اصلی

### بازی
هرگاه سود یک موجودیت تنها در گرو رفتار خود او نبوده و متأثر از رفتار یک یا چند موجودیت دیگر باشد، و تصمیمات دیگر تأثیر مثبت و منفی بر روی سود او داشته باشند، یک بازی میان دو یا چند موجودیت یاد شده شکل گرفته است.

### رفتار بخردانه یا عقلایی
اصل مهمِ نظریه بازی‌ها بر بخردانه بودن رفتار بازیکنان است. بخردانه بودن به این معنا است که هر بازیکن تنها در پی بیشینه کردنِ سودِ خود بوده و هر بازیکن می‌داند که چگونه می‌تواند سودِ خود را بیشتر کند؛ بنابراین حدس زدنِ رفتار ایشان که بر اساس نمودار هزینه-فایده است آسان خواهد بود. مانند بازی شطرنج که می‌توان حدس زد که حریف بازیِ با تجربه چه تصمیمی خواهد گرفت.

### راهبرد
راهبرد مهارت خوب بازی کردن یا محاسبهٔ به‌کارگیری مهارت به بهترین وجه است.

### تفکر راهبردی
فکر کردن به بازیِ حریف و تصمیماتِ او و واکنش‌های احتمالی را تفکر راهبردی می‌گویند.

## ساختار بازی
هر بازی از سه بخشِ اساسی تشکیل شده است: بازیکن‌ها، کُنش‌ها و ترجیحات.

### بازیکن‌ها
بازیکن‌ها در اصل همان تصمیم گیرندگان بازی می‌باشند. بازیکن می‌تواند شخص، شرکت، دولت و … باشد.

### کُنش‌ها
مجموعه‌ای است از تصمیمات و اقداماتی که هر بازیکن می‌تواند انجام دهد.

### نمایهٔ عمل
هر زیر مجموعه‌ای از مجموعهٔ اعمال ممکن را یک نمایه گوییم.

## تابع منفعت
اولویت‌های یک بازیکن در اصل مشوق‌های بازیکن برای گرفتن یا نگرفتن تصمیمی می‌باشد به عبارت دیگر بیان گر نتیجه و امتیاز بازیکن در صورت گرفتن تصمیم متناظر با آن می‌باشد.

## انواع بازی
نظریهٔ بازی علی‌الاصول می‌تواند روند و نتیجهٔ هر نوع بازی از دوز (بازی) گرفته تا بازی در بازار بورس سهام را توصیف و پیش‌بینی کند.
تعدادی از ویژگی‌هایی که بازی‌های مختلف بر اساس آن‌ها طبقه‌بندی می‌شوند، در زیر آمده است. اگر کمی دقت کنید از این پس می‌توانید خودتان بازی‌های مختلف یا حتی پدیده‌ها و رویدادهای مختلفی را که در پیرامون خود با آن‌ها مواجه می‌شوید به همین ترتیب تقسیم‌بندی کنید.

### متقارن - نامتقارن
بازی متقارن بازی‌ای است که نتیجه و سود حاصل از یک راه برد تنها به این وابسته است که چه راه‌بردهای دیگری در بازی پیش گرفته شود؛ و از این که کدام بازیکن این راه‌برد را در پیش گرفته است مستقل است. به عبارت دیگر اگر مشخصات بازیکنان بدون تغییر در سود حاصل از به‌کارگیری راه‌بردها بتواند تغییر کند، این بازی متقارن است. بسیاری از بازی‌هایی که در یک جدول ۲*۲ قابل نمایش هستند، اصولاً متقارنند.
بازی جوجه و معمای زندانی (در ادامه توضیح داده خواهد شد) نمونه‌هایی از بازی متقارن هستند.
بازی‌های نامتقارن اغلب بازی‌هایی هستند که مجموعهٔ راه‌بردهای یکسانی برای بازیکنان در بازی وجود ندارد. البته ممکن است راه‌بردهای یکسانی برای بازیکنان موجود باشد ولی آن بازی باید نامتقارن باشد.

### مجموع صفر - مجموع ناصفر
بازی‌های مجموع صفر بازی‌هایی هستند که ارزش بازی در طی بازی ثابت می‌ماند و کاهش یا افزایش پیدا نمی‌کند. در این بازی‌ها، مجموع سودی که بازیکنان می‌برند روی هم رفته همیشه و در تمام ترکیبات راهبردهای مختلف صفر است یعنی سود یک بازیکن فقط و فقط با زیان بازیکن دیگر همراه است. به عبارت ساده‌تر یک بازی مجموع صفر یک بازی برد-باخت مانند دوز است و به ازای هر برنده همواره یک بازنده وجود دارد.
اما در بازی‌های مجموع ناصفر راهبردهایی موجود است که برای همهٔ بازیکنان سودمند است.

### همزمان- متوالی
بازی‌های همزمان بازی‌هایی هستند که در آن هردو بازیکن همزمان حرکت می‌کنند؛ یا در عمل بازیکنان بعدی از اقدامات بازیکنان قبلی بی اطلاع هستند (که آنها را به‌طور مؤثری همزمان می‌سازد).
بازی‌های متوالی (یا بازی‌های پویا) بازی‌هایی هستند که در آن بازیکنان به‌طور همزمان تصمیم نمی‌گیرند و اقدامات قبلی بازیکن بر نتیجه و تصمیمات بازیکنان دیگر تأثیر می‌گذارد. لازم نیست این اطلاعات دربارهٔ همهٔ اقدام بازیکن قبلی باشد. ممکن است دانش بسیار کمی باشد. به عنوان مثال، یک بازیکن ممکن است بداند که بازیکن قبلی عمل خاصی را انجام نداده است، در حالی که نداند بازیکن قبلی کدام یک از اقدامات موجود دیگر را انجام داده است.

### تصادفی - غیر تصادفی
بازی‌های تصادفی شامل عناصر تصادفی مانند ریختن تاس یا توزیع ورق هستند و بازی‌های غیر تصادفی بازی‌هایی هستند که دارای راهبردهایی صرفاً منطقی هستند. در این مورد می‌توان شطرنج و دوز را مثال زد.

### با آگاهی کامل – بدون آگاهی کامل
بازی‌های با آگاهی کامل، بازی‌هایی هستند که تمام بازیکنان می‌توانند در هر لحظه تمام ترکیب بازی را در مقابل خود مشاهده کنند، مانند شطرنج.
از سوی دیگر در بازی‌های بدون آگاهی کامل ظاهر و ترکیب کل بازی برای بازیکنان پوشیده است، مانند بازی‌هایی که با ورق انجام می‌شود.

## مفاهیم نظریه بازی‌ها

### تعادل نش
به حالت پایداری در یک بازی گفته می‌شود که با فرض ثابت بودن راهبرد سایر بازیکنان، یک بازیکن با تغییر بازی خود نتواند به شرایط بهتری دست یابد.

## بازی جوجه
دو نوجوان در اتومبیل‌هایشان با سرعت به طرف یکدیگر می‌رانند، بازنده کسی است که اوّل فرمان اتومبیلش را بچرخاند و از جاده منحرف شود.
بنابراین:

اگر یکی بترسد و منحرف شود دیگری می‌برد.
اگر هر دو منحرف شوند هیچ‌کس نمی‌برد اما هر دو باقی می‌مانند.
اگر هیچ‌کدام منحرف نشوند هر دو ماشین‌هایشان (و یا حتی احتمالاً زندگیشان را) می‌بازند؛

بنا بر این به احتمال زیاد یا هر دو تصادف کرده یا مساوی می‌شوند و احتمال برد یکی خیلی کم است.

## معمای زندانی
دو نفر متهم به شرکت در یک سرقت مسلحانه، در جریان یک درگیری دستگیرشده‌اند و هر دو جداگانه مورد بازجویی قرار می‌گیرند. در طی این بازجویی با هریک از آن‌ها جداگانه به این صورت معامله می‌گردد:

اگر دوستت را لو بدهی تو آزاد می‌شوی ولی او به پنج سال حبس محکوم خواهد شد.
اگر هر دو یکدیگر را لو بدهید، هر دو به سه سال حبس محکوم خواهید شد.
اگر هیچ‌کدام همدیگر را لو ندهید، هر دو یک‌سال در یک مرکز بازپروری خدمت خواهید نمود.
در این بازی به نفع هر دو زندانی است که هر دو گزینه سوم را انتخاب کنند، ولی چون هر کدام از آن‌ها به دنبال کسب بهترین نتیجه برای خود یعنی آزاد شدن است و به طرف مقابل نیز اعتماد ندارد دوست خود را لو می‌دهد و در نتیجه هر دوی زندانی‌ها متضرر می‌شوند.

## نظریه بازی‌های فرگشتی
نظریه بازی‌های فرگشتی بر پایهٔ «نظریهٔ فرگشت داروین» استوار است. طبق نظریه داروین در یک اکوسیستم جمعیت گونه‌هایی که با محیط سازگارتر هستند رشد می‌کند و برعکس جمعیت گونه‌هایی که با محیط کمتر سازگار هستند رو به زوال می‌گذارد. البته این روند تا جایی ادامه خواهد یافت که آن‌قدر جمعیت گونه‌های سازگارتر رشد کند تا تنازع فی‌مابین خود آن¬ جمعیت (بر سر منابع محدود مورد نیاز آن‌ها) باعث کاهش سازگاری آن‌ها با محیط شود و بدین ترتیب رشد آن‌ها متوقف شود. برای مدل کردن دینامیک در محیط‌هایی که راهبردهایی به صورت کلان در میان جمعیت وجود دارد، قیاساً همین مدل استفاده می‌گردد. در منبع [؟] اثبات شده که دینامیک جمعیت به مطابق رابطه زیر تغییر می‌کند که به «معادله تکثیر» (Replicator Dynamic) مشهور است: x ̇_a (t)=x_a (t)(R_a (t)-R ̅(t)) که در آن درصدی از جمعیت که از راهبرد a استفاده می‌کنند را با x_a و سازگاری برگزیدگان راهبرد a را با R_a و میانگین سازگاری‌ها در میان جمعیت با R ̅(t) ¬مشخص می‌شود.

## بازی‌های جنریک
بازی‌های جنریک (Generic Games) یا به تعبیر پیتر سنگه بازی‌های آرکتایپی (Archetypal Games) شکل‌هایی از بازی‌ها هستند که آن قدر تکرار شده‌اند و مصداق‌های متعدد از آنها وجود دارد که به صورت مستقل و با جزئیات کامل مورد مطالعه و بررسی قرار می‌گیرند.
در نظریه بازی‌ها، تعداد زیادی بازی جنریک وجود دارد که احتمالاً نام برخی از آنها را شنیده‌اید:
۱ معمای زندانی
۲ بازی ترسوها Chicken Game
۳ بازی اولتیماتوم (که در مذاکره بسیار مورد اشاره قرار می‌گیرد)
۴ بازی اقلیت Minority Game
۵ بازی اعتماد (Trust Game)
۶ بازی استفاده از کالاهای عمومی در اقتصاد (Public Goods) بازی دیکتاتور
البته تعداد بازی‌های جنریک در نظریه بازی‌ها، بسیار فراتر از فهرست فوق است.

## بازی اولتیماتوم
یکی از نخستین آزمایش‌ها که تز انسان اقتصادی را زیر سؤال برد بازی اولتیماتوم بود. در این بازی، دو فرد تصمیم می‌گیرند چگونه مبلغ معینی پول (برای مثال ۱۰۰ دلار) را بین خود تقسیم کنند. قواعد تخصیص پول ساده، اما قاطع هستند: فرد A ابتدا یک پیشنهاد برای تقسیم پول ارائه می‌دهد که B می‌تواند بپذیرد یا رد کند. اگر B پیشنهاد A را رد کند هر دو دست خالی راهی خانه می‌شوند. اکنون اگر هر دو شبیه انسان اقتصادی عمل کنند، A سعی خواهد کرد حداکثر نفع ممکن را از این معامله ببرد که ۹۹/۹۹ دلار است. B نیز این پیشنهاد را که هر اندازه بی شرمانه باشد خواهد پذیرفت چون که یک سنت داشتن بیشتر از هیچی نداشتن است. این واقعیت که طرف دیگر تا جایی که توانسته پول بیشتری به دست آورد مانع از پذیرش پیشنهاد نخواهد شد. پل به عنوان یک خودپرست عقلایی فقط بهترین نفع ممکن خود را در ذهن خواهد داشت. اما در واقعیت امر بازی به این شیوه جلو نمی‌رود. صدها آزمایش نشان داده است که یک قاعده کلی شکل می‌گیرد به این ترتیب که هر دو بازیگر پول را به نحو منصفانه تری بین خود تقسیم خواهند کرد. پیشنهادهایی که زیر ۲۰ درصد هستند احتمالاً رد خواهند شد، چون که بازیگر دوم این‌طور قضاوت خواهد کرد که آنها ناعادلانه هستند. در عین حال، سایر آزمایش‌ها نشان می‌دهد که دگرخواهی خالص دقیقاً همان قدر برای ما بیگانه است که خودخواهی افراطی است. روی هم رفته، افراد میل به این دارند که ببینند وضعیت خودشان در مقایسه با وضعیت دیگران چگونه تغییر یافته است، به جای اینکه منحصراً به وضعیت مطلق خویش توجه کنند (یعنی بدون ملاحظه وضع سایر اشخاص) که برای انسان اقتصادی واقعی اهمیت بالایی دارد. یکی از قواعد طلایی رفتار انسانی، چشم در برابر چشم است. آرمین فالک مدیر آزمایشگاه برای بررسی اقتصاد تجربی در دانشگاه بن توضیح می‌دهد: «بیشتر مردم به سبک مقابله به مثل عمل می‌کنند. آنها رفتار منصفانه را پاداش خواهند داد و رفتار ناعادلانه را تنبیه می‌کنند حتی اگر با این کار به خودشان زیان برسانند.» محرک مهم دیگر برای اینکه ما چگونه منصفانه یا خودمدارانه عمل می‌کنیم چارچوب نهادی است که درون آن حرکت می‌کنیم. ما در محیط‌های کاملاً رقابتی، خودخواهانه تر از محیطی هستیم که بر همکاری تأکید می‌ورزد. در گونه‌هایی از بازی اولتیماتوم که نسبت تقسیم پیشنهادی یک بازیگر معتبر خواهد شد به محض اینکه یکی از چندین بازیگر دیگر می‌پذیرند، بازیگر پیشنهاددهنده معمولاً قادر خواهد بود که بیشتر کیک (فرض ساده ای در اقتصاد) را برای خودش نگه دارد. از این مسئله می‌توان نتیجه گرفت که در وضعیت‌های تصمیم‌گیری کاملاً رقابتی، قضیه خودخواهی اقتصاددانان چه بسا منطقی باشد.

## دانشمندان

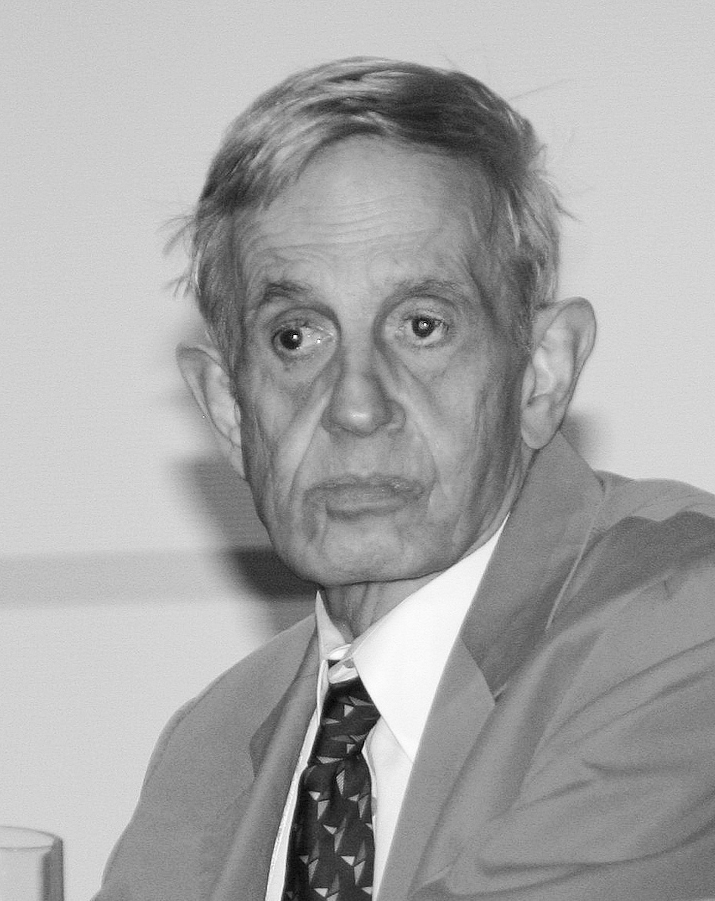
اِمیل بُرِل

از جمله افراد مؤثر در ارائهٔ نظریه بازی‌ها جان فوربز نش ریاضی‌دان و نخبه دهه ۲۰ میلادی می‌باشد. او که با نظریه تعادل نش در سال ۱۹۹۴ موفق به دریافت جایزه نوبل اقتصادی شد، سال‌ها از بیماری اسکیزوفرنی رنج می‌برد. بر اساس زندگی نامهٔ این ریاضی‌دان بزرگ کتاب یک ذهن زیبا اثر سیلویا ناسار نوشته شد همچنین فیلم سینمایی یک ذهن زیبا ساختهٔ ران هاوارد با بازی راسل کرو بر پرده سینما به نمایش گذاشته شد. همچنین جان فون نویمان و اسکار مورگنشترن از توسعه دهندگان این علم می‌باشند.